# Leni Oslob
Leni Oslob (9 novembre 1909 – 20 agosto 1949) è stata una schermitrice tedesca, vincitrice di una medaglia d'oro, una d'argento ed una di bronzo ai campionati mondiali di scherma.